# Бурай

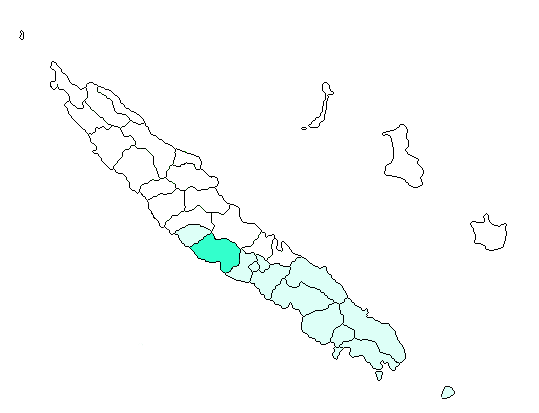
Округ Бурай і Південна провінція

Бурай (фр. Bourail) — місто і комуна (адміністративний округ) у Південній провінції Нової Каледонії, за 162 км на північний захід від столиці Нумеа.
Друге за величиною місто країни. Населення — 4999 осіб (2009). Площа міста — 825,34 км².
Музей, меморіальні кладовища (арабське і новозеландське військові кладовища епохи Другої світової війни). Округ складається як з прибережних, так і з гірських місцевостей і населений шістьма племенами. Більшість населення молодше 30 років і прагне виїхати в пошуках роботи в столицю Нумеа; влада прагне утримати жителів на батьківщині, зокрема, широким будівництвом шкіл.
Туристичний центр: відомий своїми пляжами, які улюбували віндсерфінгісти, а також є місцями спостереження за морськими черепахами (особливо в бухті, яка так і називається «Черепаховій» — «Байя де Тортюс»). Інша туристична визначна пам'ятка — мальовничий скельний масив Ла-Рош.
У Бураї жив у засланні і помер поляк Антон Березовський, який здійснив у 1867 р. невдалий замах на Олександра II.